# سیلور لیک (کانزاس)
سیلور لیک (به انگلیسی: Silver Lake) شهری در ایالت کانزاس کشور ایالات متحده آمریکا است که جمعیت آن در سرشماری سال ۲۰۱۰ میلادی، ۱٬۴۳۹ نفر بوده‌است.